# 伊東楓
伊東 楓（いとう かえで、1993年10月18日 - ）は、元TBSアナウンサー。画家。

## 来歴
富山県出身。身長160cm。富山県立高岡南高等学校、立教大学文学部教育学科卒業。
高校在学中に「富山美少女図鑑」に掲載された。大学在学中は放送研究会に所属し、「ミス立教コンテスト2013」に出場しファイナリスト6名に選出された。
2016年、アナウンサーとしてTBSテレビに入社した。同期入社のアナウンサーは、山本恵里伽、日比麻音子。報道局には城島未来がいる。
2021年1月7日、TBSラジオ『伊集院光とらじおと』生放送中において「私、絵本作家になりたいと思って、3月に本が出ることになりました。これが第一歩でして、この自分の表現力を上げるために今年はドイツに行こうと思います。つまり、2月末でTBSを退社することになりました」と発言し同月28日付で退社した。退社後の3月19日、初絵詩集『唯一の月』を出版。10月4日、留学のためドイツに渡ったことを報告。

## 出演番組

### テレビ
- おびゴハン!（2016年12月 - 2017年3月、不定期出演）
- Nスタ ニュースワイド（2016年10月 - 、水曜日16時台「日刊中吊りニュース」・17時台「N天」担当）
- はやドキ!（2016年10月 - 12月、月・金曜日担当→2017年1月 - 3月、火・金曜日担当→2017年4月 - 12月、金曜日担当→2018年1月3日、新春SP）
- みんなのえいが（2017年4月17日未明（16日深夜） -  2018年3月12日未明（11日深夜））
- あさチャン!（2016年10月 - 2017年3月、7時台特集コーナー「あさトク」に不定期出演（VTR）→2017年4月 - 2018年3月、月～木曜担当）
- 1番だけが知っている（2017年4月12日 - 2018年5月9日【特番5回】 / 2018年10月 - 2020年3月9日【レギュラー放送】、進行）
- 中居くん決めて!（2018年10月22日 - 2020年3月23日、アシスタント）
- 音楽の日（2017年・2018年7月、第2部進行）
- S☆1（2018年8月12日・8月19日・8月26日・9月2日・9月30日）
- TBS秋の新番組プレゼン祭 新ドラマの魅力が丸わかり!（2020年10月11日）
- COUNT DOWN TV→CDTVサタデー（2017年4月9日未明（8日深夜） - 2021年3月21日未明（20日深夜）、「メイプル」の声）
伊東の退社と相前後して、番組終了および「CDTVライブ!ライブ!」への一本化が決まったため、最終回まで出演。
  - CDTVスペシャル! 年越しプレミアライブ（2017-2018・2018-2019・2019-2020、司会・進行）
  - CDTV'18上半期SPエンタメまとめ（2018年6月28日、解説アナウンサー）
- JNNフラッシュニュース（2018年10月11日 - 、隔週木曜日担当）
- 水曜日のダウンタウン（2018年12月5日ほか、不定期でアシスタント・ロケ担当）
- ジョブチューン（不定期でロケ担当）
- 笑える!泣ける!動物スクープ100連発（2019年7月12日 - 2021年2月17日※不定期特番、アシスタント）
- TBS NEWS 内で随時担当

### オンデマンド動画配信
- 競馬予想 丸のりパラビ!（Paravi、2019年9月28日 - [12][13]・進行）

### ラジオ
- マイナビ Laughter Night（2017年4月8日未明（7日深夜） - 2020年3月28日（27日深夜））
- THE FROGMAN SHOW A.I.共存ラジオ好奇心家族（2017年10月4日 - 2018年3月28日、水曜アシスタント）
- AI時代のラジオ 好奇心プラス（2018年4月6日[14] - 2019年3月29日[15]）
- エンタメExpess（2017年9月4日[16]・2018年8月12日[17]・10月4日）
  - エンタメSuturday（2019年8月10日[18]・8月17日[19]・2020年9月12日[20]）
- 爆笑問題の日曜サンデー（2018年3月25日[21]・4月1日[22]）
- 有馬隼人とらじおと山瀬まみと（2018年8月17日[23]・9月28日[24]、2019年3月1日[25]） - 山瀬まみの代役として
- 伊集院光とらじおと（2018年9月10日 / 2018年10月2日 - 12月25日、竹内香苗の代役で第1・4火曜日に出演[26] / 2019年4月4日 - 2021年2月11日[27]、第1・2木曜アシスタント）
- ジェーン・スー 生活は踊る
  - 2016年8月19日 - 同期の日比麻音子・山本恵里伽と共に「初鳴き」として[28]
  - 2020年7月24日 - 堀井美香の代役として[29][30]
- 土曜ワイドラジオTOKYO ナイツのちゃきちゃき大放送（2019年9月7日・21日 / 2019年10月12日 - 2020年9月19日）生中継リポーターとして「ちゃきちゃきリポートTOKYO潜入大作戦」を担当[31][32]
- 安住紳一郎の日曜天国（2020年6月21日 - 2021年2月21日[33]）ニュース解説コーナー「さばいてにち10」担当

### オンデマンド
- すっぴんオンデマンド（2016年12月16日 - 2018年3月20日） - 同期入社の日比、山本と共演[34]

## 雑誌掲載
TBS在職中
- テレビブロス - TBSラジオ『マイナビ ラフターナイト』潜入記…平成29年（2017年）9月9日号[35]

## 書籍
- 「唯一の月」（2021年3月19日、光文社、ISBN 978-4-334-95232-7[9]）